# ガマズミ属
ガマズミ属（ガマズミぞく、Viburnum）はレンプクソウ科（クロンキスト体系等の旧分類ではスイカズラ科）の属のひとつ。多くは、落葉性または常緑の木本で、世界の亜熱帯から温帯にかけ150種ほどが分布する。日本には15種ほど自生する。

## 特徴
葉は単葉（3裂するものもある）で対生。茎頂または葉腋に散房または円錐花序をつくる。花は普通径2-3ミリメートルの小さいものであるが、ヤブデマリのように花序の周囲部が無性の装飾花になる（見かけはアジサイに似る）ものもあり、すべて装飾花になった栽培品種にオオデマリがある。果実は核果で赤色や黒色などに熟す。
オオデマリやサンゴジュなど多数の種が花や実を観賞するため、または庭木として栽培される。花には芳香があるものもある。食用になるものがあり、ガマズミは果実酒の材料にされる。
ただし、弱い毒性をもつものもある。

## 代表的な種
- アメリカカンボク　Viburnum trilobum Marsh.
- オオカメノキ　Viburnum furcatum Blume ex Maxim.
- オオシマガマズミ Viburnum tashiroi Nakai
- ヤブデマリ　Viburnum plicatum Thunb. var. tomentosum (Thunb. ex Murray) Miq.
- オオデマリ　Viburnum plicatum Thunb. f. plicatum
- オトコヨウゾメ　Viburnum phlebotrichum Sieb. et Zucc.
- カンボク　Viburnum opulus L. var. sargentii (Koehne) Takeda
- ガマズミ　Viburnum dilatatum Thunb. ex Murray
- コバノガマズミ　Viburnum erosum Thunb. ex Murray var. punctatum Franch. et Savat.
- ゴマギ Viburnum sieboldii Miq.
- サンゴジュ　Viburnum odoratissimum Ker-Gawler var. awabuki (K.Koch) Zabel
- セイヨウカンボク　Viburnum opulus L. var. opulus
- チョウジガマズミ　Viburnum carlesii　Hemsl. var. bitchuense (Makino) Nakai
- ハクサンボク　Viburnum japonicum (Thunb. ex Murray) Sprengel
- ヒロハガマズミ　Viburnum koreanum Nakai
- ミヤマガマズミ　Viburnum wrightii Miq.
- ヤマシグレ　Viburnum urceolatum Sieb. et Zucc.
- Viburnum rufidulum
- Viburnum prunifolium
- Viburnum nudum